# 小野洋一郎
小野 洋一郎（おの よういちろう、本名：同じ、1979年2月8日 - ）は、日本の漫画家。宮城県古川市（現：大崎市）出身。大崎市立古川中学校、宮城県古川高等学校卒業。

## 概要
- 1998年1月、『週刊少年ジャンプ』期天下一漫画賞にて「クレイジー☆キャット」で佳作を受賞。『赤マルジャンプ』1998SPRINGに同作が掲載され、デビューを果たす。
- 初期には「小野洋二郎」（おの ようじろう）のペンネームを使用していた。
- 代表作は『ブレイブ・ストーリー〜新説〜』（原案：宮部みゆき）。
- 2009年、『週刊コミックバンチ』（新潮社）にてオリジナルストーリー『全能のノア』を連載。
- 2010年、『イブニング』（講談社）に移籍し、『ブッシメン!』を連載。
- 2015年、『イブニング』にて『プロメテオ』（原作：北原雅紀）の連載を開始する。

## 人物
- 好きな漫画は鳥山明の『ドラゴンボール』と、藤原カムイの『雷火』『ロトの紋章』[1]。
- 特技はカラオケ[1]。

## 作品リスト
- クレイジー☆キャット（1998年、小野洋二郎名義）
- 霞転生〜少年は一心異体〜（2001年、『報復のムフロン』7巻に収録）
- 報復のムフロン（『週刊コミックバンチ』2002年 - 2003年、原作：上之二郎、新潮社 BUNCH COMICS、全7巻）
  1. ISBN 978-4-10-771035-2
  2. ISBN 978-4-10-771050-5
  3. ISBN 978-4-10-771064-2
  4. ISBN 978-4-10-771074-1
  5. ISBN 978-4-10-771088-8
  6. ISBN 978-4-10-771099-4
  7. ISBN 978-4-10-771100-7
- ブレイブ・ストーリー〜新説〜（『週刊コミックバンチ』2004年 - 2008年、原案：宮部みゆき、新潮社 BUNCH COMICS、全20巻）
- さやえんどぉ!（2006年、『週刊コミックバンチ』増刊号）
- クリスマス・カルテット〜聖夜の四兄弟〜（2006年、『週刊コミックバンチ』増刊号）
- 全能のノア（『週刊コミックバンチ』2009年 - 2010年、全3巻）
  1. ISBN 978-4-10-771499-2
  2. ISBN 978-4-10-771526-5
  3. ISBN 978-4-10-771543-2
- ブッシメン!（『イブニング』（講談社）2010年 - 2012年、全4巻）
  1. ISBN 978-4-06-352361-4
  2. ISBN 978-4-06-352380-5
  3. ISBN 978-4-06-352404-8
  4. ISBN 978-4-06-352430-7
- 信長の野望〜輪廻転将〜（『Manga Samurai Style』（学研パブリッシング）2013年 - 2015年、原案：コーエーテクモゲームス、信長の野望シリーズ30周年記念タイアップ作品、全3巻）
  1. ISBN 978-4-05-607120-7

  - 2巻以降は電子書籍とamazonのオンデマンド（ペーパーバック）のみ。
- ブレイブ・ストーリー新説〜十戒の旅人〜（『週刊コミックバンチ』2013年 - 2016年、原作：宮部みゆき、新潮社 BUNCH COMICS、全3巻）
- プロメテオ（『イブニング』（講談社）2015年 - 2016年、原作：北原雅紀、全2巻）
  1. ISBN 978-4-06-354604-0
  2. ISBN 978-4-06-354622-4
- マンガでわかる東大読書（2020年、東洋経済新報社、原案：西岡壱誠） ISBN 978-4-492-04666-1
- 最強女師匠たちが育成方針を巡って修羅場（『マンガワン』（小学館）2021年 - 、原作：赤城大空、既刊9巻）
  1. ISBN 978-4-09-850853-2
  2. ISBN 978-4-09-851104-4
  3. ISBN 978-4-09-851281-2
  4. ISBN 978-4-09-852015-2
  5. ISBN 978-4-09-852828-8
  6. ISBN 978-4-09-853060-1
  7. ISBN 978-4-09-853299-5
  8. ISBN 978-4-09-853646-7
  9. ISBN 978-4-09-853792-1